# Adelomyia melanogenys
El colibrí jaspeado  (Adelomyia melanogenys) es una especie de ave apodiformes de la familia Trochilidae, el único miembro del género monotípico Adelomyia. Es nativo de regiones andinas del norte y oeste de América del Sur.

## Nombres comunes
Aparte de colibrí jaspeado (en Perú y Ecuador), se le denomina también colibrí serrano de garganta azul, colibrí serrano gargantiazul o colibrí serrano (en Venezuela), picaflor yungueño (en Argentina), colibrí pechipunteado (en Colombia) o picaflor de garganta púrpura,

## Distribución y hábitat
Se distribuye desde la cordillera de la Costa del norte de Venezuela, en la Serranía del Perijá y a lo largo de la cordillera de los Andes desde el oeste de Venezuela, por las tres cadenas de Colombia, por Ecuador, Perú, Bolivia, hasta el noroeste de Argentina.
Esta especie es considerada muy común en sus hábitats naturales: las selvas húmedas y sus bordes y a lo largo de cursos de agua, en altitudes entre 1000 y 2500 m, es más común alrededor de los 2000 m. Forrajea solitario y en nivel bastante bajo en los densos enmarañados del bosque.

## Descripción
Los adultos miden aproximadamente 8 cm de longitud (de la punta del pico al extremo de la cola). El plumaje superior es de color verde brillante a bronce. La parte inferior es pálida, con manchas verdes y bronce. Presenta una mancha negra en la mejilla debajo del ojo, con una lista blanca por arriba.

## Sistemática

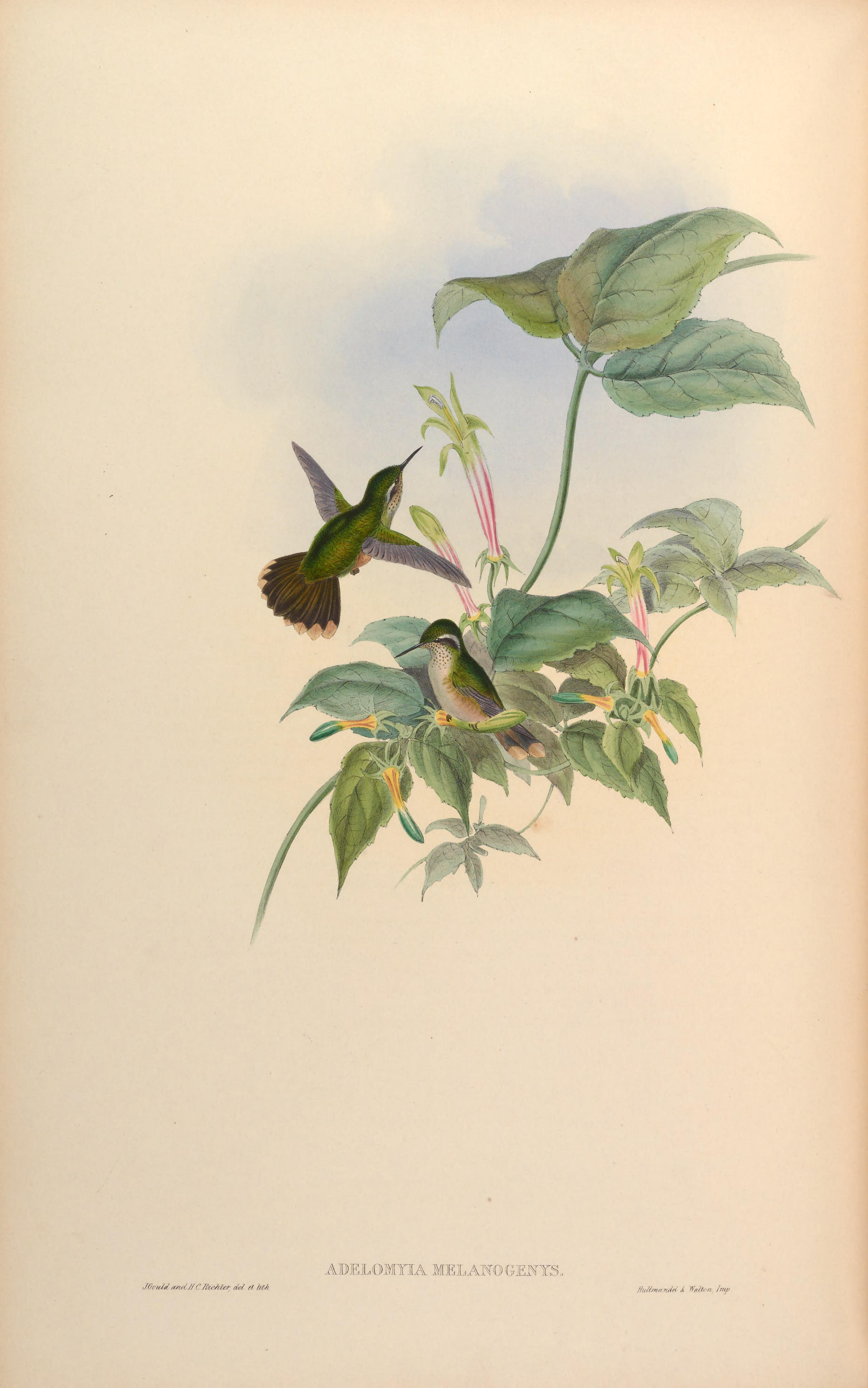
Adelomyia melanogenys, ilustración de Gould y Richter en A monograph of the Trochilidae, or family of humming-birds 3, 1861.

### Descripción original
La especie A. melanogenys fue descrita por primera vez por el ornitólogo británico Louis Fraser en 1840 bajo el nombre científico Trochilus melanogenys; su localidad tipo es: «Bogotá, Colombia».
El género Adelomyia fue propuesto por el zoólogo francés Charles Lucien Bonaparte en 1854; la especie tipo designada subsecuentemente fue Trochilus sabinae, actualmente la subespecie Adelomyia melanogenys sabinae, o sea la presente especie.

### Etimología
El nombre genérico femenino «Adelomyia» se compone de las palabras del griego «adēlos» que significa ‘oscuro’, y «muia» que significa ‘mosca’; y el nombre de la especie «melanogenys», se compone de las palabras del griego «melas, melanos» que significa ‘negro’, y «genus» que significa ‘mejilla’.

### Taxonomía
Las relaciones de esta especie son inciertas. Estudios recientes del presente género, con base en datos genético-moleculares, morfológicos y ecológicos, recuperaron seis clados monofiléticos con límites de distribución bien definidos por barreras geográficas; las características morfológicas de los grupos filogenéticos independientes están más relacionadas con la heterogeneidad ambiental que con las barreras geográficas; los resultados no se corresponden con los límites actuales de las subespecies. Son necesarios más estudios.

### Subespecies
Según las clasificaciones del Congreso Ornitológico Internacional (IOC) y Clements Checklist/eBird  se reconocen nueve subespecies, con su correspondiente distribución geográfica:
- Grupo politípico melanogenys:
  - Adelomyia melanogenys cervina Gould, 1872 – Andes centrales y occidentales de Colombia.
  - Adelomyia melanogenys sabinae (Bourcier & Mulsant), 1846 – pendiente occidental de los Andes orientales de Colombia (Santander y Boyacá)
  - Adelomyia melanogenys melanogenys (Fraser), 1840 – Andes del oeste de Venezuela (Mérida) y Andes orientales en Colombia hacia el sur por la pendiente oriental hasta el centro sur de Perú.
  - Adelomyia melanogenys connectens Meyer de Schauensee, 1945 – alto valle del río Magdalena (Huila), en el sur de Colombia.
  - Adelomyia melanogenys debellardiana Aveledo Hostos & Pérez Chinchilla, 1994 – Serranía del Perijá en la frontera noreste de Colombia, noroeste de Venezuela.
  - Adelomyia melanogenys aeneosticta Simon, 1889 – cordillera de la Costa del norte de Venezuela (Falcón al este hasta Miranda).
  - Adelomyia melanogenys chlorospila Gould, 1872 – sureste de Perú (sur de Cuzco).

- Grupo monotípico maculata:
  - Adelomyia melanogenys maculata Gould, 1861 – pendiente occidental de los Andes desde el suroeste de Colombia (Nariño), oeste de Ecuador al sur hasta el noroeste de Perú (La Libertad).

- Grupo monotípico inornata:
  - Adelomyia melanogenys inornata (Gould), 1846 – yungas de Bolivia y noroeste de Argentina (Salta y Jujuy).